# Edith Hahn Beer
Edith Hahn Beer (ur. 24 stycznia 1914 w Wiedniu, zm. 17 marca 2009) – żydowska pisarka i prawniczka.
Edith Hahn Beer w latach 30. XX w. studiowała prawo. Mieszkała ze swoją owdowiałą matką. Wraz z rozwojem antysemityzmu jej rodzina została poddana represjom: zabrano im radio i telefon, odmówiono opieki medycznej, a następnie eksmitowano z domu. Nie pozwolono jej zdawać egzaminów końcowych na prawie. W 1941 r. została wysłana jako robotnik przymusowy do północnych Niemiec, gdzie pracowała na plantacji szparagów, a następnie w fabryce papieru. Rok później została odesłana do Wiednia, aby dołączyć do matki, ale uciekła z pociągu. Nie wiedziała, że dwa tygodnie wcześniej jej matka została deportowana do Polski. Z matką straciła kontakt na zawsze. Edith ukrywała się, w czym pomagała jej chrześcijańska przyjaciółka, która ryzykowała życiem, udostępniając jej swoje dokumenty. W 1942 r. wyjechała do Monachium, gdzie przybrała tożsamość Grete, słabo wykształconej pielęgniarki. Tam wstąpiła do Czerwonego Krzyża. W galerii sztuki w Monachium usiadł obok niej Werner Vetter, typowy młody nazistowski oficer przebywający na tygodniowym urlopie. Para widywała się każdego dnia jego urlopu. Siódmego dnia znajomości Werner jej się oświadczył. Hahn Beer wyznała mu prawdę, że jest Żydówką. W odpowiedzi przyznał, że skłamał i nie jest samotny. W rzeczywistości był rozwodnikiem i miał dziecko. Para pobrała się i nigdy więcej nie rozmawiała o swojej przeszłości. Kiedy rodziła córkę Angelę, odmówiła przyjmowania środków przeciwbólowych, ponieważ obawiała się, że może ujawnić coś pod ich wpływem. Pod koniec wojny Werner został wysłany do rosyjskiego obozu pracy na Syberii a Hahn Beer wzięła swój żydowski dowód tożsamości i uzyskała sądowy nakaz zmiany nazwiska. Jej wykształcenie z zakresu prawa zostało oficjalnie uznane i została adwokatem, a następnie sędzią z zakresu prawa rodzinnego. Rozwiodła się z mężem i odmówiła pracy w tajnej policji. Nie mogłam tego zrobić – to byłoby jak dołączenie do Gestapo po latach napisze. Uciekła z córką do Wielkiej Brytanii, gdzie dołączyła do siostry, która zamieszkała w Londynie jeszcze przed wojną. Tam znalazła pracę jako pokojówka i krawcowa. W 1957 r. wyszła ponownie za mąż, za żydowskiego handlarza biżuterią, który również stracił matkę podczas Holokaustu. Wychowała Angelę jako Żydówkę. W 1989 r., pięć lat po owdowieniu, przeprowadziła się do Izraela.